# Bixby Creek Bridge
Die Bixby Creek Bridge, auch Bixby Bridge, ist eine 1932 eröffnete Stahlbeton-Bogenbrücke in Big Sur, Kalifornien. Die Brücke im Art-déco-Stil befindet sich ungefähr 190 km südlich von San Francisco und 20 km südlich von Carmel im Monterey County. Sie überführt die California State Route 1 über den Bixby Creek und gehört zu den bekanntesten Bauwerken dieser Straße. Sie wurde nach Charles Henry Bixby (1837–1915) benannt, einem Geschäftsmann, der mehrere Jahre in Big Sur wirkte.

## Geschichte
Vor der Eröffnung der Brücke waren die Bewohner des Big Sur Küstenstreifens im Winter oft von der Umwelt abgeschnitten, weil die alte Küstenstraße unpassierbar war. Beim Bau der Straße von Carmel nach San Simeon wurde zuerst erwogen, einen 270 m langen Tunnel entlang der Talflanke und eine 75 m lange Brücke weiter landeinwärts zu bauen. Auf Grund von Überlegungen bezüglich der Sicherheit und der schöneren Aussicht wegen wurde die heutige Brücke errichtet. Es wurde eine Stahlbetonbrücke gewählt, weil deren Material und Unterhalt kostengünstiger sind. Der Auftrag wurde an Ward Engineering Co. aus San Francisco vergeben, die im Herbst 1931 mit dem Bau begann.
Der Brückenbogen wurde auf einem Lehrgerüst erstellt, dessen Bau zwei Monate dauerte und 91.400 m Laufmeter Holz verschlang. Die starken Winde und der Wellenschlag am Fuße des Lehrgerüstes verlangten besondere Aufmerksamkeit bei dessen Konstruktion. Die Bixby Creek Bridge konnte ein Jahr nach Baubeginn im November 1932 eröffnet werden. Es vergingen aber weitere fünf Jahre, bis die Straße von Carmel über San Simeon bis San Luis Obispo durchgehend benutzbar war.
Von 1996 bis 1999 wurde die Erdbebensicherheit der Brücke mit einem 20-Millionen-US-Dollar-Projekt verbessert, wobei das Aussehen der Brücke beinahe unverändert blieb. Trotz umfangreicher Bauarbeiten blieb während der Anpassungen immer mindestens eine Fahrspur der Brücke in Betrieb.

## Bauwerk
Die Bogenbrücke mit aufgeständerter Fahrbahn ist 218 m lang, 7,3 m breit und 85 m hoch. Der Hauptbogen hat eine Spannweite von 98 m. Die massiven Pfeiler beidseitig des Bogens sind aus statischen Gründen nicht nötig und wurden bei späteren Konstruktionen meist weggelassen. Die Brücke wurde wegen der  Sicherheit auf sechsfache Tragfähigkeit ausgelegt.
Bei der Erdbebenertüchtigung von 1996 wurde die Fahrbahnplatte als elastische Membran gestaltet, welche bei einem Erdbeben den Bogen stabilisiert und besser mit den Pfeilern und den Widerlagern verbindet. Dies wurde erreicht, indem eine neue durchgehende vorgespannte Fahrbahnplatte gebaut wurde, welche an jedem Widerlager mit sechs  Ortbetonpfählen von 1,8 m Durchmesser verankert wurde und mit den massiven Pfeilern neben dem Bogen verbunden ist. Zur Stabilisierung der Pfeiler wurde in diese auf der ganzen Höhe eine in den darunterliegenden Fels verankerte aussteifende Wand eingebaut. Außerdem wurden die beiden Bogenrippen im Scheitelpunkt mit Querkraftverzahnungen versehen und mit der Fahrbahnplatte verbunden.

## macOS Big Sur
Weltweite Berühmtheit erlangte die Brücke, da sie auf den Bildschirmhintergrundbildern des Apple Betriebssystem macOS Big Sur zu sehen ist.